# Canton de Pont-Sainte-Maxence
Le canton de Pont-Sainte-Maxence est une circonscription électorale française située dans le département de l'Oise et la région Hauts-de-France.

## Géographie
Ce canton est organisé autour de Pont-Sainte-Maxence dans les arrondissements de Clermont et de Senlis. 

## Histoire
Par décret du 20 février 2014, le nombre de cantons du département est divisé par deux, avec mise en application aux élections départementales de mars 2015. Le canton de Pont-Sainte-Maxence est conservé et s'agrandit. Il passe de 13 à 23 communes.

## Représentation

### Conseillers généraux de 1833 à 2015
| Période | Période      | Identité                           | Étiquette    | Qualité |
| ------- | ------------ | ---------------------------------- | ------------ | --- |
| 1833    | 1848         | Charles-Bernard Desormes-Duplessis |              | Membre correspondant de l'Institut Maire de Verberie                                                       |
| 1848    | 1852         | Louis-Désiré Caillet               |              | Notaire - Propriétaire à Pont-Sainte-Maxence                                                               |
| 1852    | 1870         | Jean-Louis Bigot                   |              | Juge de paix du canton de Liancourt Propriétaire à Pont-Sainte-Maxence                                     |
| 1870    | 1877         | Charles Harlé d'Ophove             | Droite       | Propriétaire au Marais, commune de Chevrières                                                              |
| 1877    | 1883         | Théophile Richard                  | Républicain  | Notaire, maire de Pont-Sainte-Maxence                                                                      |
| 1883    | 1906 (décès) | Arsène Berdin                      | Rad.         | Négociant en vins Maire de Pont-Sainte-Maxence (1882-1906)                                                 |
| 1907    | 1939 (décès) | Georges Decroze                    | Rad.         | Négociant en vins Maire de Pont-Sainte-Maxence (1912-1939) Député (1914-1919) Sénateur (1931-1939)         |
| 1939    | 1940         | René Firmin                        | FR           | Minotier Maire de Verberie (1935-1955), conseiller d'arrondissement Nommé conseiller départemental en 1943 |
|         |              |                                    |              | |
| 1945    | 1955 (décès) | René Firmin                        | DVD-RPF      | Maire de Verberie (1935-1955)                                                                              |
| 1955    | 1961         | Fernand Girod                      | DVD          | Maire de Pont-Sainte-Maxence (1949-1959)                                                                   |
| 1961    | 1975         | Pierre Firmin (1915-1991)          | UNR puis DVD | Minotier Maire de Verberie (1955-1975)                                                                     |
| 1975    | 1985         | Gérard Palteau                     | PS           | Vétérinaire Maire de Pont-Sainte-Maxence (1959-1971)                                                       |
| 1985    | 2011         | Jean-Claude Hrmo                   | RPR puis UMP | Agriculteur maraîcher Maire de Verneuil-en-Halatte jusqu'en 2008                                           |
| 2011    | 2015         | Michel Delmas                      | PS           | Ingénieur Maire de Pont-Sainte-Maxence (2008-2014)                                                         |

Sources : Feuilles au vent, chroniques du Pays d'Oise, de J.Mermet - https://gallica.bnf.fr/ark:/12148/bpt6k5829951p/f226.image.r=BOULARD

### Conseillers d'arrondissement (de 1833 à 1940)
| Période                                  | Période | Identité                                 | Étiquette | Qualité |
| ---------------------------------------- | ------- | ---------------------------------------- | --------- | --- |
| 1833                                     | 1861    | Étienne Lessieux                         |           | Marchand de vin en gros associé à la Maison Carrichon frères, maire de Pontpoint                            |
| 1861                                     | 1867    | M. Lecerf                                |           | |
| 1867                                     | 1877    | M. Payen                                 |           | Notaire à Pont-Sainte-Maxence                                                                               |
| 1877                                     | 1886    | Laurent Mélois (1830-1896)               |           | Maire de Fleurines                                                                                          |
| 1886                                     | 1892    | Léon Sagny                               |           | Maire de Raray                                                                                              |
| 1892                                     | 1907    | Jean-Baptiste Corbon (1839-1912)         |           | Industriel, maire de Verberie                                                                               |
| 1907                                     |         | Étienne Maurel de Lapomarède (1874-1923) |           | Docteur en médecine à Chambly                                                                               |
|                                          |         |                                          |           | |
| 1931                                     | 1937    | Jean Séron                               | SFIO      | Médecin, maire de Verberie (1929-1935)                                                                      |
| 1937                                     | 1939    | René Firmin                              | FR        | Maire de Verberie (1935-1955)                                                                               |
| 1939                                     | 1940    | Léon Haloy                               | Radical   | Maire de Fleurines                                                                                          |
| 1940                                     |         |                                          |           | Les conseils d'arrondissement ont été suspendus par la loi du 12 octobre 1940 et n'ont jamais été réactivés |
| Les données manquantes sont à compléter. |         |                                          |           | |

### Conseillers départementaux à partir de 2015
| Période élective | Période élective | Mandat | Mandat   | Identité         | Nuance | Nuance | Qualité |
| ---------------- | ---------------- | ------ | -------- | ---------------- | ------ | ------ | --- |
| 2015             | 2021             | 2015   | 2021     | Arnaud Dumontier |        | LR     | Secrétaire général de l'autorité de la qualité de service dans les transports au Ministère de l'écologie, du développement durable et de l'énergie Maire de Pont-Sainte-Maxence Vice-président chargé du logement, de l'habitat et politique de la ville |
| 2015             | 2021             | 2015   | 2021     | Khristine Foyart |        | DVD    | Maire de Brenouille Vice-présidente chargée de la vie associative et culturelle. |
| 2021             | 2028             | 2021   | en cours | Teresa Dias      |        | DVD    | Ancienne responsable commerciale, maire de Monceaux, Conseillère départementale déléguée chargée du Patrimoine, suppléante du député LR Maxime Minot |
| 2021             | 2028             | 2021   | en cours | Arnaud Dumontier |        | LR     | Fonctionnaire au Ministère de la Transition écologique et solidaire, conseiller sortant |

### Résultats détaillés

#### Élections de mars 2015
À l'issue du 1er tour des élections départementales de 2015, deux binômes sont en ballottage : Valérie Bonnet et Reynald Rossignol (FN, 37,04 %) et Arnaud Dumontier et Khristine Foyart (Union de la Droite, 31,32 %). Le taux de participation est de 51,99 % (11 587 votants sur 22 286 inscrits) contre 51,32 % au niveau départemental et 50,17 % au niveau national.
Au second tour, Arnaud Dumontier et Khristine Foyart (Union de la Droite) sont élus avec 57,36 % des suffrages exprimés et un taux de participation de 51,5 % (6 045 voix pour 11 528 votants et 22 385 inscrits).

#### Élections de juin 2021
Le premier tour des élections départementales de 2021 est marqué par un très faible taux de participation (33,26 % au niveau national). Dans le canton de Pont-Sainte-Maxence, ce taux de participation est de 33,56 % (7 573 votants sur 22 564 inscrits) contre 32,46 % au niveau départemental. À l'issue de ce premier tour, deux binômes sont en ballottage : Teresa Dias et Arnaud Dumontier (LR, 56,62 %) et Reynald Rossignol et Anita Roy (RN, 23,37 %).
Le second tour des élections est marqué une nouvelle fois par une abstention massive équivalente au premier tour. Les taux de participation sont de 34,36 % au niveau national, 32,8 % dans le département et 33,74 % dans le canton de Pont-Sainte-Maxence. Teresa Dias et Arnaud Dumontier (LR) sont élus avec 73,18 % des suffrages exprimés (5 238 voix pour 7 612 votants et 22 564 inscrits),,. 

## Composition

### Composition avant 2015

Situation du canton de Pont-Sainte-Maxence dans le département de l'Oise avant 2015.

Le canton de Pont-Sainte-Maxence regroupait 13 communes.
| Nom                             | Code Insee | Codepostal | Superficie (km2) | Population (dernière pop. légale) | Densité (hab./km2) |
| ------------------------------- | ---------- | ---------- | ---------------- | --------------------------------- | ------------------ |
| Pont-Sainte-Maxence (chef-lieu) | 60509      | 60700      | 14,76            | 12 584 (2012)                     | 853                |
| Beaurepaire                     | 60056      | 60700      | 5,07             | 59 (2012)                         | 12                 |
| Brasseuse                       | 60100      | 60810      | 8,30             | 82 (2012)                         | 9,9                |
| Fleurines                       | 60238      | 60700      | 11,95            | 1 842 (2012)                      | 154                |
| Pontpoint                       | 60508      | 60700      | 19,11            | 3 211 (2012)                      | 168                |
| Raray                           | 60525      | 60810      | 6,72             | 158 (2012)                        | 24                 |
| Rhuis                           | 60536      | 60410      | 2,70             | 143 (2012)                        | 53                 |
| Roberval                        | 60541      | 60410      | 4,83             | 386 (2012)                        | 80                 |
| Rully                           | 60560      | 60810      | 15,45            | 733 (2012)                        | 47                 |
| Saint-Vaast-de-Longmont         | 60600      | 60410      | 4,90             | 629 (2012)                        | 128                |
| Verberie                        | 60667      | 60410      | 15,05            | 4 062 (2012)                      | 270                |
| Verneuil-en-Halatte             | 60670      | 60550      | 22,26            | 4 676 (2012)                      | 210                |
| Villeneuve-sur-Verberie         | 60680      | 60410      | 8,16             | 666 (2012)                        | 82                 |

### Composition à partir de 2015
Lors du redécoupage de 2014, le canton de Pont-Sainte-Maxence comptait 23 communes.
À la suite de la création au 1er janvier 2019 de la commune nouvelle de Villers-Saint-Frambourg-Ognon, le canton comprend désormais vingt-deux communes.
| Nom                                         | Code Insee | Intercommunalité                | Superficie (km2) | Population (dernière pop. légale) | Densité (hab./km2) | Modifier                                    |
| ------------------------------------------- | ---------- | ------------------------------- | ---------------- | --------------------------------- | ------------------ | ------------------------------------------- |
| Pont-Sainte-Maxence (bureau centralisateur) | 60509      | CC des pays d'Oise et d'Halatte | 14,76            | 12 343 (2022)                     | 836                | modifier les données · modifier les données |
| Les Ageux                                   | 60006      | CC des pays d'Oise et d'Halatte | 5,00             | 1 147 (2022)                      | 229                | modifier les données · modifier les données |
| Angicourt                                   | 60013      | CC des pays d'Oise et d'Halatte | 4,96             | 1 335 (2022)                      | 269                | modifier les données · modifier les données |
| Barbery                                     | 60045      | CC Senlis Sud Oise              | 7,60             | 532 (2022)                        | 70                 | modifier les données · modifier les données |
| Bazicourt                                   | 60050      | CC des pays d'Oise et d'Halatte | 3,82             | 370 (2022)                        | 97                 | modifier les données · modifier les données |
| Beaurepaire                                 | 60056      | CC des pays d'Oise et d'Halatte | 5,07             | 64 (2022)                         | 13                 | modifier les données · modifier les données |
| Brasseuse                                   | 60100      | CC Senlis Sud Oise              | 8,30             | 114 (2022)                        | 14                 | modifier les données · modifier les données |
| Brenouille                                  | 60102      | CC des pays d'Oise et d'Halatte | 4,31             | 2 120 (2022)                      | 492                | modifier les données · modifier les données |
| Cinqueux                                    | 60154      | CC des pays d'Oise et d'Halatte | 6,79             | 1 638 (2022)                      | 241                | modifier les données · modifier les données |
| Monceaux                                    | 60406      | CC des pays d'Oise et d'Halatte | 6,60             | 948 (2022)                        | 144                | modifier les données · modifier les données |
| Montépilloy                                 | 60415      | CC Senlis Sud Oise              | 5,86             | 151 (2022)                        | 26                 | modifier les données · modifier les données |
| Pontpoint                                   | 60508      | CC des pays d'Oise et d'Halatte | 19,11            | 3 279 (2022)                      | 172                | modifier les données · modifier les données |
| Raray                                       | 60525      | CC Senlis Sud Oise              | 6,72             | 121 (2022)                        | 18                 | modifier les données · modifier les données |
| Rhuis                                       | 60536      | CC des pays d'Oise et d'Halatte | 2,70             | 134 (2022)                        | 50                 | modifier les données · modifier les données |
| Rieux                                       | 60539      | CC des pays d'Oise et d'Halatte | 2,33             | 1 553 (2022)                      | 667                | modifier les données · modifier les données |
| Roberval                                    | 60541      | CC des pays d'Oise et d'Halatte | 4,83             | 352 (2022)                        | 73                 | modifier les données · modifier les données |
| Rully                                       | 60560      | CC Senlis Sud Oise              | 15,45            | 751 (2022)                        | 49                 | modifier les données · modifier les données |
| Sacy-le-Grand                               | 60562      | CC des pays d'Oise et d'Halatte | 17,70            | 1 578 (2022)                      | 89                 | modifier les données · modifier les données |
| Sacy-le-Petit                               | 60563      | CC des pays d'Oise et d'Halatte | 7,45             | 633 (2022)                        | 85                 | modifier les données · modifier les données |
| Saint-Martin-Longueau                       | 60587      | CC des pays d'Oise et d'Halatte | 3,62             | 1 431 (2022)                      | 395                | modifier les données · modifier les données |
| Villeneuve-sur-Verberie                     | 60680      | CC des pays d'Oise et d'Halatte | 8,16             | 718 (2022)                        | 88                 | modifier les données · modifier les données |
| Villers-Saint-Frambourg-Ognon               | 60682      | CC Senlis Sud Oise              | 14,54            | 724 (2022)                        | 50                 | modifier les données · modifier les données |
| Canton de Pont-Sainte-Maxence               | 6018       |                                 | 175,68           | 32 036 (2022)                     | 182                | modifier les données                        |

## Démographie

### Démographie avant 2015
| 1962   | 1968   | 1975   | 1982   | 1990   | 1999   | 2006   | 2011   | 2012   |
| ------ | ------ | ------ | ------ | ------ | ------ | ------ | ------ | ------ |
| 15 964 | 17 890 | 19 543 | 21 354 | 23 851 | 27 000 | 27 349 | 28 666 | 29 231 |

### Démographie depuis 2015
En 2022, le canton comptait 32 036 habitants, en évolution de +0,78 % par rapport à 2016 (Oise : +0,87 %, France hors Mayotte : +2,11 %).
| 2013   | 2018   | 2022   |
| ------ | ------ | ------ |
| 31 871 | 31 955 | 32 036 |